# Fulvy
Fulvy település Franciaországban, Yonne megyében. Lakosainak száma 129 fő (2022. január 1.). Fulvy Chassignelles, Villiers-les-Hauts és Ancy-le-Franc községekkel határos.

## Népesség
A település népességének változása:
| Lakosok száma | 132  | 132  | 135  | 131  | 131  | 130  | 130  | 129  | 129  |
|               | 2013 | 2015 | 2016 | 2017 | 2018 | 2019 | 2020 | 2021 | 2022 |